# Mięsień prostownik promieniowy krótki nadgarstka

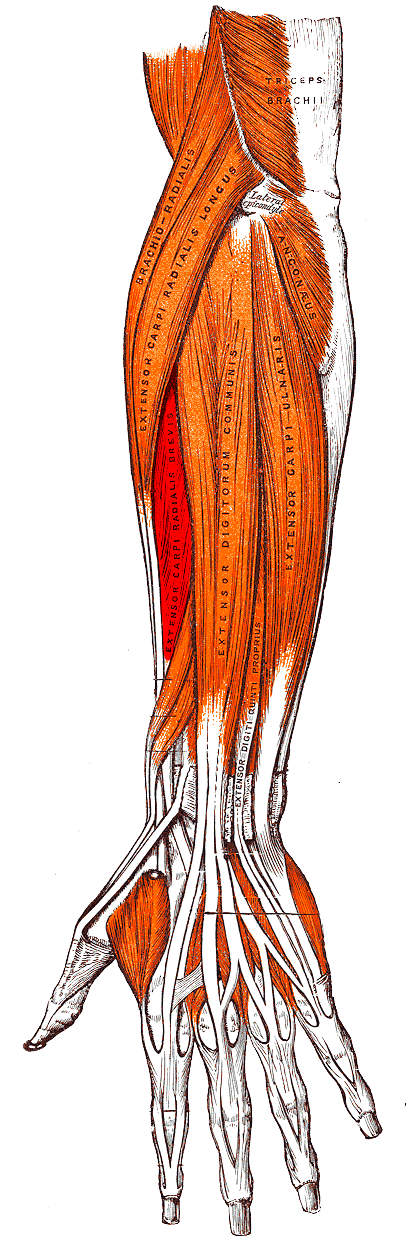
Mięsień prostownik promieniowy krótki nadgarstka u człowieka

Mięsień prostownik promieniowy krótki nadgarstka (łac. musculus extensor carpi radialis brevis) – mięsień występujący w kończynie piersiowej niektórych ssaków. Powstał w wyniku podziału mięśnia prostownika promieniowego nadgarstka na dwie samodzielne jednostki (drugą jest mięsień prostownik promieniowy długi nadgarstka). Unerwiony jest nerwem promieniowym.
U kota mięsień ten zaczyna się nieco niżej i bocznie w stosunku do mięśnia prostownika promieniowego długiego nadgarstka, a kończy na drugiej kości śródręcza.

## Człowiek
U człowieka jest to mięsień należący do grupy bocznej mięśni przedramienia. Przyczep proksymalny ma na nadkłykciu bocznym kości ramiennej oraz na powięzi przedramienia. Dodatkowo zrasta się z sąsiadującymi mięśniami. W połowie długości przedramienia przechodzi w długie płaskie ścięgno, przebiegające przez drugi przedział troczka prostowników, wraz ze ścięgnem mięśnia prostownika promieniowego długiego nadgarstka. Przyczep dystalny zlokalizowany jest na grzbietowej powierzchni podstaw II i III kości śródręcza.
Unaczyniony jest przez tętnicę poboczną promieniową od tętnicy głębokiej ramienia i tętnicę wsteczną promieniową od tętnicy promieniowej, a unerwiony przez nerw promieniowy.
Jego funkcją jest prostowanie ręki i odwodzenie jej w stawie promieniowo-nadgarstkowym.